# Sonates per a violí núm. 1-4 (Mozart)
Les Sonates per a violí núm. 1-4, K. 6-9, són les quatre primeres obres d'aquest tipus de Wolfgang Amadeus Mozart i es troben entre les seves primeres composicions. Van ser escrites entre 1762 i 1764, i constitueixen una iniciació creadora de Mozart en molts aspectes; són les seves primeres obres que incorporen el violí, les primeres escrites per a més d'un instrument, les primeres estructurades en més d'un moviment i són les primeres en la forma sonata. De fet, totes les composicions de Mozart abans d'aquestes quatre sonates havien sigut peces breus per a teclat sol.
Mozart tindria entre sis i vuit anys quan va compondre aquestes obres. Per això, nombrosos especialistes consideren que, al dictat del nen, van ser passades al paper pel seu pare. Les quatre obres es preserven en el manuscrit que té la lletra de Leopold.
Totes les sonates per a violí del Mozart infant són en realitat sonates per a teclat amb acompanyament de violí, un fet que es veu reforçat pel títol original de les quatre obres (K. 6, K. 7, K. 8 i K. 9): Sonates pour le clavecin qui peuvent se jouer avec l'accompagnement de violon («Sonates per a clavecí que poden tocar-se amb acompanyament de violí»). Així, és bastant legítim interpretar aquestes obres per a teclat sol.
En compondre aquestes sonates, el petit Mozart podria haver estat influït per la música del músic alemany Johann Schobert, que vivia i treballava a París quan la família Mozart va estar allà el novembre de 1763. Schobert, de fet, ja havia publicat una sèrie de sonates per a teclat amb acompanyament de violí, que possiblement van servir de model al jove Mozart.

## Núm. 1 en do major, K. 6
La data i el lloc de composició precises d'aquesta composició és debatuda: alguns suggereixen que va ser escrita a Salzburg, la ciutat natal del petit Mozart, el 1762 o el 1763; altres suggereixen que va ser composta a París el 1763 o el 1764, durant la seva estada en el Gran viatge que realitzà la família Mozart. En qualsevol cas, fou publicada a París juntament amb l'altra sonata per a violí, la K. 7, com l'«opus 1» de Mozart; amb data del febrer de 1764.
Consta de quatre moviments:
1. Allegro
2. Andante
3. Menuetto I i II
4. Allegro molto

En aquesta obra, el teclat i el violí interaccionen de diverses maneres al llarg de la peça: el violí fa d'eco de la melodia del teclat o els dos es mouen en sincronia. De vegades, el violí dobla la melodia mentre el teclat proporciona el baix. És una obra de caràcter viu, alegre, en què Mozart empra amb èxit el baix d'Alberti.
El Notenbuch für Nannerl conté versions per a piano sol dels primers tres moviments d'aquesta sonata. Es pensa que els dos primers moviments i el Menuetto I del tercer moviment foren apuntats en el Notenbuch per Leopold a Brussel·les l'any 1763. Una versió per a piano sol del Menuetto II –juntament amb una versió per a piano del tercer moviment de la Serenata en re major de Leopold–, es troba en el Notenbuch escrita per mà de Leopold, amb el comentari: «di Wolfgango Mozart d. 16ten Julÿ 1762»; en aquesta data Wolfgang estava a Salzburg.

## Núm. 2 en re major, K. 7
L'obra va ser publicada en el transcurs del gran viatge de la família Mozart, concretament a París el gener de 1764. Juntament amb la sonata K. 6, el pare de Mozart, Leopold, la va publicar com l'Opus 1 del seu fill i les va dedicar a la princesa Victòria de França. Una sèrie posterior de sonates, escrites entre 1777 i 1778, va ser també publicat com Opus 1. Consta de tres moviments:
1. Allegro molto
2. Adagio
3. Menuetto I i II

## Núm. 3 en si bemoll major, K. 8
Composta a finals de 1763 i publicada el 1764 a París com a Op 2, núm. 1. Al Nannerl Notenbuch, apareix una versió d'aquesta obra per a teclat només com Allegro en si bemoll major. Consta de tres moviments:
1. Allegro
2. Andante grazioso
3. Menuetto I i II

## Núm. 4 en sol major, K. 9
Composta i publicada el 1764 a París com a Op 2, núm. 2. Consta de tres moviments:
1. Allegro spiritoso
2. Andante
3. Menuetto I i II

Mozart, posteriorment, usà una melodia del Menuetto en el moviment lent de la seu no numerada Simfonia en re major (K. 95/73n).